# Allocapnia wrayi
Allocapnia wrayi är en bäcksländeart som beskrevs av Ross 1964. Allocapnia wrayi ingår i släktet Allocapnia och familjen småbäcksländor. Inga underarter finns listade i Catalogue of Life.